# Leptodactylus ventrimaculatus
Espèce
Statut de conservation UICN

 LC  : Préoccupation mineure
Leptodactylus ventrimaculatus est une espèce d'amphibiens de la famille des Leptodactylidae.

## Répartition
Cette espèce se rencontre entre le niveau de la mer et 1 400 m d'altitude entre le Pacifique et la cordillère Occidentale en Équateur et en Colombie.

## Étymologie
Le nom spécifique ventrimaculatus vient du latin venter, le ventre, et de maculatus, tacheté, en référence à l'aspect de cette espèce.

## Publication originale
- Boulenger, 1902 : Descriptions of new Batrachians and Reptiles from North-western Ecuador. Annals and Magazine of Natural History, sér. 7, vol. 9, p. 51-57 (texte intégral).